# Tignée
 (février 2022).
Si vous disposez d'ouvrages ou d'articles de référence ou si vous connaissez des sites web de qualité traitant du thème abordé ici, merci de compléter l'article en donnant les références utiles à sa vérifiabilité et en les liant à la section « Notes et références ».
Tignée (en wallon Tegnêye) est une section de la commune belge de Soumagne située en Région wallonne dans la province de Liège.
C'était une commune à part entière avant la fusion des communes de 1949.
À cette date, Évegnée la rejoint pour former la commune d'Évegnée-Tignée jusqu'en 1977.

## Seigneurie de Tignée

### Liste des Seigneurs connus
- 1448-1450 : Henri de Dongelberg
- 1450-1462 : Arnold de Witte
- 1462(?)-1473 : Jean de Reyves
- 1473-1477 : probablement Godescalca de Beesde
- 1477-1499 : Gilles de Seraing dit le Pannetier
- 1500(?)-1562 : Thierry de Saive et Marie le Pannetier
- 1562-1579 : Joseph de Wesemael
- 1579-1589 : Arnold de Wesemael, fils du précédent
- 1590-1629 : Mathieu de Monsen
- 1629-1632 : Denis de Monsen, frère du précédent
- 1632-1647 : Aldegonde de Motmans, veuve du précédent
- 1647-1670 : Denis de Monsen, fils des précédents
- 1670-1683 : Catherine Playoul, femme du précédent
- 1683-1698 : Jean-Denis de Monsen, fils des précédents
- 1698-1718 : Anne-Laurence de Randaxhe, femme du précédent
- 1718-1739 : Onulphe-Denis de Monsen, fils des précédents
- 1739-1740 : Jacques-Érard de Fouillon
- 1740-1792 : Guillaume-Herman-Joseph de Libotte
- 2024-          : Thomas de Gridelet et Aude de Maréchal